# فرانك غراي
فرانك غراي (بالإنجليزية: Frank Gray)‏ هو فيزيائي وباحث في مختبرات بل، وله العديد من الابتكارات في التلفزة، ميكانيكياً وإلكترونياً، ويُشاد له ترميز غراي.
ظهرت الشفرة المنعكسة والتي تسمى أيضاً بترميز غراي في اختراعه عام 1953م، وهو نظام رقمي ثُنائي يستخدم عادةً في الإلكترونيات، ولكن له تطبيقات في الرياضيات أيضاً. حصل غراي على شهادة فيزياء من جامعة بيردو في عام 1911م.